# Marte (série de televisão)
Marte (em inglês: Mars) é uma série de televisão documental de ficção científica produzida pela National Geographic, que estreou em 14 de novembro de 2016, em seu canal, e no canal FX. Antes de sua data de transmissão oficial, foi lançado em formato streaming em 1º de novembro de 2016. A série mistura elementos de entrevistas reais com uma história fictícia de um grupo de astronautas que têm como missão a colonização e a terraformação do planeta Marte.
A série é baseada no livro de 2015, How We Live on Mars, de Stephen Petranek. A narrativa se alterna entre os anos de 2016, 2033 e 2037, utilizando entrevistas de 2016 para explicar eventos que se desdobram na história. A série foi filmada em Budapeste na Hungria e em Marrocos.
Um livro de acompanhamento para a série, chamado Mars: Our Future on the Red Planet (em português: Marte: Nosso Futuro no Planeta Vermelho), foi publicado em outubro de 2016, e detalha a ciência por trás dos eventos da série. Um episódio pré-sequência, chamado Before Mars, foi produzido e lançado em conjunto com a série. Ele conta a história fictícia de um momento na vida de um dos astronautas e as decisões que ela tomou para se envolver na ciência.
Em 13 de janeiro de 2017, a National Geographic anunciou que estava renovando a série para uma segunda temporada, que estreou em 12 de novembro de 2018.

## Sinopse
No ano de 2033, uma tripulação de seis astronautas parte da Flórida em uma jornada para serem os primeiros seres humanos a pisar em Marte. Durante a descida para a atmosfera marciana, houve um mau funcionamento com a espaçonave, a Daedalus. Eles pousam a 75,3 quilômetros de distância do local planejado. Na Terra, seu progresso está sendo monitorado.
Juntamente com a história, há gravações de entrevistas da vida real, da tripulação e do controle da missão; há entrevistas com vários cientistas e engenheiros, como Elon Musk, Andy Weir, Robert Zubrin e Neil deGrasse Tyson, sobre as dificuldades que a tripulação pode enfrentar em uma jornada ou na vida em Marte.

## Elenco
O elenco para a parte fictícia da primeira temporada inclui:
- Ben Cotton como Ben Sawyer - comandante da missão e engenheiro de sistemas americano.
- Jihae como
  - Hana Seung, pilota da missão e engenheira de sistemas americana, mais tarde comandante da missão.
  - Joon Seung, sua irmã gêmea e CAPCOM do controle da missão na Terra, mais tarde secretária-geral da International Mars Science Foundation (IMSF), a organização multinacional que financia a expedição de Marte.
- Clémentine Poidatz como Amelie Durand, médica missionária e bioquímica francesa.
- Sammi Rotibi como Robert Foucault, engenheiro da missão e roboticista nigeriano.
- Alberto Ammann como Javier Delgado, hidrólogo e geoquímico missionário espanhol.
- Anamaria Marinca como Marta Kamen, exobióloga e geóloga russa.
- Olivier Martinez como Ed Grann, diretor executivo da Mars Missions Corporation, consórcio de empresas aeroespaciais privadas que prepara expedições a Marte.
- Cosima Shaw como Leslie Richardson, engenheira logística que se junta à expedição para supervisionar a expansão da base.

Com exceção de Martinez e Cotton, todos esses atores continuam presentes na segunda temporada, que começou a ser produzida em julho de 2017.

## Produção

### Música
A música da série é composta por Nick Cave e Warren Ellis. A trilha sonora da primeira temporada foi lançada em 11 de novembro de 2016.

## Episódios
| Temporada | Temporada | Episódios | Episódios | Originalmente exibido  | Originalmente exibido  |
| Temporada | Temporada | Episódios | Episódios | Estreia da temporada   | Final da temporada     |
| --------- | --------- | --------- | --------- | ---------------------- | ---------------------- |
|           | 1         | 6         | 6         | 14 de novembro de 2016 | 19 de dezembro de 2016 |
|           | 2         | 6         | 6         | 11 de novembro de 2018 | 17 de dezembro de 2018 |

### 1ª Temporada (2016)
| N.º na série | N.º na temp. | Título                 | Dirigido por  | Escrito por                                                      | Exibição original      | Audiência U.S. (milhões) |
| --- | ------------ | ---------------------- | ------------- | ---------------------------------------------------------------- | ---------------------- | ------------------------ |
| 1 | 1            | "Novo Mundo"           | Everardo Gout | História: Karen Janszen Teleplay: Karen Janszen e Paul Solet     | 14 de novembro de 2016 | 1.42                     |
| Em 2033, a primeira missão humana ao Planeta Vermelho começa, no entanto, ao entrar na atmosfera de Marte, o comandante da missão é ferido. No presente, a SpaceX está no caminho tentado pousar o primeiro foguete reutilizável do mundo. |              |                        |               |                                                                  |                        |                          |
| 2 | 2            | "Missão Terrestre"     | Everardo Gout | História: André Bormanis Teleplay: André Bormanis e Paul Solet   | 21 de novembro de 2016 | 0.974                    |
| A tripulação enfrenta desafios no terreno marciano para chegar ao acampamento base e tentar salvar o comandante que foi ferido durante a aterrissagem. Com a morte do comandante original, o comando da missão passa para Hana Seung. Nos dias atuais, o astronauta da NASA, Scott Kelly, passa por uma missão na Estação Espacial Internacional, que será o maior número de dias contínuos que um humano já passou no espaço. |              |                        |               |                                                                  |                        |                          |
| 3 | 3            | "À Procura de Refúgio" | Everardo Gout | História: Mickey Fisher Teleplay: Mickey Fisher e Paul Solet     | 28 de novembro de 2016 | 0.795                    |
| Em 2033, a tripulação uta para encontrar um abrigo permanente, que depende da localização de uma fonte de água. Atualmente, a Agência Espacial Europeia e a Roscosmos fazem uma parceria para lançar um orbitador. |              |                        |               |                                                                  |                        |                          |
| 4 | 4            | "4 Anos em Marte"      | Everardo Gout | História: Ben Young Mason Teleplay: Ben Young Mason e Paul Solet | 5 de dezembro de 2016  | 0.866                    |
| Em 2037, quatro anos após o início da colonização de Marte, uma enorme tempestade de areia ameaça o posto avançado. Hoje em dia, a Antártida serve como um exemplo para assentamentos humanos remotos. |              |                        |               |                                                                  |                        |                          |
| 5 | 5            | "Dias Obscuros"        | Everardo Gout | Paul Solet                                                       | 12 de dezembro de 2016 | 0.738                    |
| Em 2037, 8 semanas após a tempestade de poeira, a colônia ainda está bloqueada. A pressão psicológica começa a agir nos tripulantes, quando estes ficam presos na base. A tempestade de areia chega ao seu segundo mês e a comandante da base decide que chegou a hora de racionar energia. A temperatura na base cai e o médico começa a checar todos os membros da tripulação. Um botânico, membro da tripulação, perde a noção da realidade, devido à dizimação de suas colheitas e à desintegração de seu casamento, ele abre uma das portas da base e acaba matando a si mesmo e a vários outros. Em 2016, a NASA realizou uma simulação chamada de "HI-SEAS MISSION", em Mauna Loa, no Havaí, para testar os efeitos psicológicos do isolamento de uma tripulação que viveu em estreita colaboração por um período de 12 meses. |              |                        |               |                                                                  |                        |                          |
| 6 | 6            | "Encruzilhada"         | Everardo Gout | História: André Bormanis Teleplay: André Bormanis e Paul Solet   | 19 de dezembro de 2016 | 0.714                    |
| Em 2037, a tragédia devastadora na colônia força todos a questionarem a missão. Na Terra, uma declaração (presumivelmente sobre o fim da missão) resulta, em vez disso, no anúncio da descoberta da vida em Marte. No presente, a SpaceX tenta outro lançamento pioneiro. |              |                        |               |                                                                  |                        |                          |

### 2ª Temporada (2018)
| N.º na série | N.º na temp. | Título                     | Dirigido por  | Escrito por  | Exibição original      | Audiência U.S. (milhões) |
| --- | ------------ | -------------------------- | ------------- | ------------ | ---------------------- | ------------------------ |
| 7 | 1            | "Nós Não Estamos Sozinhos" | Stephen Cragg | Dee Johnson  | 12 de novembro de 2018 | 0.582                    |
| É abril de 2042, cinco anos depois. A terraformação de Marte começou com a chegada de um grupo de astronautas e mineradores altamente qualificados que trabalham para uma corporação com fins lucrativos chamada Lukrum, que é especializada em extração de recursos naturais. As pessoas na base da Lukrum começão a exigir água e sabem que a comandante Hana Seung da Olympus Town não pode negar. Neste episódio a Dra. Amelie Durand planeja voltar para a Terra. Na filmagem do mundo real, o episódio mostra muitas pessoas, incluindo Neil deGrasse Tyson, Andy Weir, Elon Musk e Kim Stanley Robinson falando sobre as atividades capitalistas do petróleo no Ártico. |              |                            |               |              |                        |                          |
| 8 | 2            | "Uma Nova Descoberta"      | Everardo Gout | Dee Johnson  | 19 de novembro de 2018 | 0.413                    |
| Em maio de 2042, a Lukrum encontra água líquida em Marte e a exobiologista Marta Kamen exige estudá-la, antes que a Lukrum possa causar danos a qualquer forma de vida potencial que viva lá. A Dra. Amelie Durand descobre que está grávida, talvez terminando seus planos de voltar à Terra. Hana Seung e sua irmã Joon Seung finalmente se encontram, mas não da maneira que esperavam. Joon Seung morreu durante a viagem a Marte, devido a um tumor no cérebro. |              |                            |               |              |                        |                          |
| 9 | 3            | "Condições Severas"        | Everardo Gout | David Gould  | 26 de novembro de 2018 | 0.463                    |
| Em agosto de 2042, Amelie e Javier descobrem que terão uma menina. Um clarão solar atinge Marte, derrubando a energia e as comunicações entre a Olympus Town e a Lukrum. A exobiologista Marta tinha saído para uma pesquisa em busca de vida nas escavações da Lukrum, mas devido ao clarão solar seu veículo teve os sistemas afetados. Marta tenta encontrar o caminho de volta sozinha, mas se perde devido a falta do sistema de navegação e energia, e acaba colocando sua vida em extremo risco, uma vez que o veículo não teria energia suficiente para manter o aquecimento e nem oxigênio para o tempo necessário. A comandante Seung ainda sente a dor em relação à morte de sua irmã. Após uns instantes, as comunicações são restabelecidas e a Olympus Town pede que a Lukrum resgate Marta.                                                                                                 |              |                            |               |              |                        |                          |
| 10 | 4            | "Contágio"                 | Stephen Cragg | Julie Hebert | 3 de dezembro de 2018  | 0.453                    |
| 12 horas depois de encontrarem Marta. Uma misteriosa doença mata uma pessoas da Olympus Town e deixa parte da colônia da Lukrum doente. Após descobrirem o patógeno por trás da doença, a IMSF e a Lukrum se preocupam com o resultado do vazamento dessa informação. Sem ter com quem contar, Seung pede ajuda à colônia chinesa. O comandante-tenente Mike Glenn, 2º no comando, questiona a liderança de Seung e pede à IMSF que a liderança seja mudada. |              |                            |               |              |                        |                          |
| 11 | 5            | "Preservar vs Lucrar"      | Ashley Way    | Paul Keables | 10 de dezembro de 2018 | 0.359                    |
| O pedido do comandante-tenente Mike Glenn para assumir o comando da Olympus Town é negado pela IMSF. A Lukrum e a Rússia fazem um acordo e a IMSF é impotente ao impedir isso. Hana Seung e Robert Foucault procuram por água, e Robert diz a Hana que deixará a Olympus Town para trabalhar para a Lukrum, neste período, Mike Glenn fica no comando da base. Mike corta a energia para a Lukrum depois de a mesma exceder o acordo de energia, inadvertidamente comprometendo a base da Lukrum e pondo em risco os seus trabalhadores. Amelie Durand entra em trabalho de parto prematuramente, dois meses antes do tempo ideal que deveria dar à luz. |              |                            |               |              |                        |                          |
| 12 | 6            | "Segurança em Risco"       | Ashley Way    | Dee Johnson  | 17 de dezembro de 2018 | 0.391                    |
| Em dezembro de 2042, a Lukrum usa explosivos subterrâneos com o objetivo de obter água líquida, mas essa ação também causa um terremoto. A colônia da Lukrum é severamente atingida e várias pessoas morrem, incluindo seu comandante que revistou a base destruída e acabou sofrendo um acidente. Na Terra, o diretor executivo da Lukrum tenta minimizar a culpa da organização pelo terremoto, e busca comprar cobertura política da IMSF, no entanto, a diretora da IMSF o engana e acaba por deixar a Olympus Town enviar uma mensagem para a Terra, onde a comandante Seung revela para todo o público a verdade sobre o terremoto, e Amelie e Javier apresentam seu bebê Gabriella, a primeira marciana. Na cena final, três anos depois, em maio de 2045, a equipe analisa a primeira nuvem do planeta em uma imagem de satélite e celebra a evidência de seus esforços na terraformação de Marte. |              |                            |               |              |                        |                          |